# Ahmad Reza Abedzadeh
Ahmad Reza Abedzadeh (in persiano: احمدرضا عابدزاده; Abadan, 25 maggio 1966) è un ex calciatore iraniano, di ruolo portiere.
Soprannominato "L'aquila d'Asia" è considerato uno dei più forti portieri iraniani della storia.
Suo figlio Amir è anch'egli un portiere.